# Von Dutch
Kenneth Howard (Los Angeles, 7 september 1929 – 19 september 1992), bijgenaamd Von Dutch, was een Amerikaans kunstenaar. Hij was oorspronkelijk motorfiets-mecanicien, maar maakte naam met zijn kunst op auto's en motoren.
Howard was een van de eerste mensen die probeerde van machines kunst te maken. Hij was aanhanger van de Kustom Kulture, samen met Ed Roth (Big Daddy) en George Barris.
Von Dutch kreeg zijn bijnaam van zijn familie, die hem stubborn as a Dutchman (koppig als een Nederlander) noemden. Hij werd geboren in een vrij kunstzinnige familie, zo was zijn vader een grafisch artiest. In zijn tiernerjaren was Von Dutch een atleet die de bijnaam Snelste man van LA had. In de jaren 50 begon hij de verloren kunst van het Pinstriping ter hand te nemen om auto's te versieren. Hij startte daarmee een beweging die hij zelf niet in de hand had en maar moeilijk kon accepteren.

## Films
Von Dutch schilderde de auto's uit o.a. de films
- Le Mans
- The Great Escape
- Bullitt.

## Kledingmerk
De erfgenamen van Von Dutch verkochten de merknaam aan Michael Cassel, die ermee een kledingmerk oprichtte. Het werk van de kunstenaar is deels terug te vinden op de kledij.